# 給你吧
《給你吧》為黎姿於台灣推出的第三張國語專輯，第七張個人專輯，收錄了9首國語歌曲及1首英語歌曲，於1997年8月推出，此為黎姿最後一張音樂專輯。

## 簡介
1997年，黎姿推出其歌唱生涯的最後一張音樂唱片《給你吧》。此唱片標語為「黎姿給你佔便宜」，其封面為黎姿性感與誘惑的造型，曾引起一時佳話。

## 曲目
| 曲序 | 曲名                           | 作曲         | 作詞         | 編曲   | 監製   | 分鐘 | 備註 |
| 01   | 給你吧                         | 邱芷玲       | 劉得勛       | 呂紹淳 | 陳富榮 | 3:52 |      |
| 02   | 不做愛哭的情人                 | 韓賢光       | 姚若龍       | 韓賢光 | 韓賢光 | 3:39 |      |
| 03   | 不想被了解                     | 錢幽蘭       | 施人誠       | 錢幽蘭 | 陳富榮 | 4:46 |      |
| 04   | 害怕                           |              | 葉樹賢       | 洪敬堯 | 韓賢光 | 4:14 |      |
| 05   | 我不爭                         | 韓賢光       | 十方         | 韓賢光 | 韓賢光 | 3:47 |      |
| 06   | 愛你愛你                       | 蘇伯陽       | 徐玫怡       | 陳飛午 | 陳富榮 | 4:14 |      |
| 07   | 愛哭鬼                         | 小島麻由美   | 王中言       | 王繼康 | 陳富榮 | 3:49 |      |
| 08   | 畫題                           | 韓賢光       | 林軒安       | 韓賢光 | 韓賢光 | 4:39 |      |
| 09   | 當機                           | 孫敬凡       | 劉得勛       | 呂紹淳 | 陳富榮 | 3:43 |      |
| 10   | If you love me(Really love me) | John Rostill | John Rostill | 陳偉   | 韓賢光 | 3:42 |      |

## 唱片版本
- 盒帶版
- 台灣CD版